# Rundcheckning
Rundcheckning är ett begrepp inom poker. 
Rundcheckning är när alla spelare checkar efter varandra bordet runt. I de flesta spel innebär detta att omgången fortsätter direkt med nästa moment. I Texas hold'em exempelvis, innebär rundcheckning att nästa gemensamma kort läggs upp direkt utan att någon betalat något. Man säger då att man får "se kortet gratis". Om det blir rundcheckning i sista satsningsrundan blir det visning direkt, och den som i så fall visar först är spelaren i tidigast position. 
I mörkpoker finns en specialregel angående rundcheckning som ibland används. Enligt denna regel blir det omgiv direkt om det blir rundcheckning i första satsningsrundan. När denna regel är i bruk blir det mer riskabelt att försöka sig på en checkhöjning i första rundan, om man skulle få en mycket bra hand direkt.